# 黛英里佳
黛 英里佳（まゆずみ えりか、1985年9月24日 - ）は、日本の女優、モデル。
埼玉県本庄市出身。株式会社Oliinas(芸能プロダクション)所属。既婚。

## 略歴
2004年、モデルとしてデビュー。きっかけは原宿で以前の所属事務所にスカウトされたことによる。同年、★☆北区つかこうへい劇団へ第13期レッスン生として入団。その後、アンサンブルとして『エビ大王』や『エドの舞踏会』などいくつかの舞台に出演。しかし、元々レッスン生としての所属であったため、正式な入団はしなかった。
2009年2月、バラエティ番組『秘密のケンミンSHOW』（読売テレビ制作・日本テレビ系列）内のコーナー「連続転勤ドラマ 辞令は突然に…」にて、東はるみ（旧姓：数寄屋橋はるみ）役として出演し知名度が上がる。同年7月、ブログ「黛英里佳のま〜え〜か〜」を開始。
2012年7月より、コニカミノルタが主催する「ランニングプロジェクト」のナビゲーターとなる。自身もハーフマラソン、フルマラソンに挑戦しながら、当プロジェクトのウェブサイトで、トレーニングの模様等をマンスリーでレポートしている。
2014年4月、情報番組『朝だ!生です旅サラダ』（朝日放送制作・テレビ朝日系列）の「海外の旅」を担当する「旅サラダガールズ」4期メンバーに、オーディションを経て出演。
2015年11月、テレビドラマ『新・牡丹と薔薇』（東海テレビ制作・フジテレビ系列）の主演女優に逢沢りなと共に抜擢。連続ドラマ初主演。
2016年11月、ミルクランド北海道のPR大使として初代アンバサダーに就任。消費者の立場から北海道産牛乳・乳製品の美味しさや品質の高さ、また北海道酪農の重要性について、わかりやすくて、親しみやすい情報発信を担う。
2020年7月3日、結婚したことを発表した。
2021年4月2日より、テレビ熊本の朝の情報ワイド『英太郎のかたらんね』に金曜日のレギュラーとして出演開始。同番組で、結婚後は熊本に在住していることを公表している。
2021年8月4日、第1子を妊娠中であることを発表した。12月15日、第1子男児の出産を報告。
2022年春、4度の延期を経て結婚式を挙げた。
2023年2月、株式会社Oliinasに移籍。

## エピソード
- 母親は料理が得意である。
- 兄弟は4歳年上（1981年生まれ）の兄がおり、兄妹が一緒に東京ディズニーランドに行くほど仲が良い[7]。
- 特技はスキー、バスケットボールなどスポーツ全般。小学校から高校まで女子バスケットボール部に所属。ポジションはF「フォワード」。中学校時代はキャプテンも務めていた。
- 趣味は料理、インテリア、読書。得意料理は「チキンのトマト煮込み」。好きな作家は伊坂幸太郎（他には有川浩、奥田英朗、高野和明、三浦しをん、たかぎなおこ等）。とある中華拉麺店の餃子定食が好物。
- 元々ドッグトレーナーを志望するほど大の犬好きで、実家では「男（ダン）」と言う名前の雄のミニチュアダックスフントを飼っている。容姿はロングヘアーのブラックタン。2008年より愛犬が1頭増え、名前は「春男（はるお）」という（春生まれの男の子であるため）。犬種は同じだが、色はクリームである[8]。
- 映画『銀色のシーズン』で共演した豊田エリーは自身のブログで、「お喋り上手で、とっても優しいんです」と、語っている[9]。
- バラエティ番組『踊る!さんま御殿!!』（日本テレビ）に、「憧れの人に本気で告白Special」の回にて、元サッカー選手の武田修宏の憧れの人としての指名を受けて初出演。
- 漫画『ドラゴンボール』が大好き[10]。
- 『朝だ!生です旅サラダ』の初出演時には「1人でも、多くの視聴者の方に『こんな旅、したいなぁー』と、親しみを持って見ていただけるように頑張ります。」と、抱負を語った。同期メンバーには江頭ゆい、多嶋沙弥、尾形沙耶香。
  - 1回目 トルコの旅（最大の都市イスタンブール→古都エディルネ→エーゲ海チェシメ→世界遺産パムッカレ→世界遺産カッパドキア）（全4回）
  - 2回目 フィンランドの旅（首都ヘルシンキ→屈指のリゾートナーンタリ）→アイスランドの旅（首都レイキャビク→南部エリア）（全4回）
  - 3回目 インドネシア・バリ島の旅（全2回）
  - 4回目 台湾の旅（全3回）
- 『新・牡丹と薔薇』では一人二役を行い、監督の指示のもとダイエットによって個性の違いを表現した[11]。

### ランニングプロジェクト
- コニカミノルタが主催する『ランニングプロジェクト』の7代目ナビゲーターを務める。就任時はハーフマラソン、フルマラソン共に未経験であり、初めてのハーフマラソン完走時には、自信がついたものの、フルマラソンを走る大変さがより分かった、と語っている[12]。
- 陸上競技部や一般公募のランナーとの活動を経て、マラソンは一人でやるスポーツだからこそ、仲間と気持ちを分かち合いたくなる、という事を語っている[13]。
- プロジェクト初のナビゲーター連続就任となった。

フルマラソンの成績
- 1期目 NAHAマラソン 4時間52分41秒（2012年12月2日）
- 2期目 東京マラソン 4時間26分52秒（2014年2月23日）
- 3期目 東京マラソン 3時間49分55秒（2015年2月22日）

ハーフマラソンの成績
- 1期目 札幌マラソン 1時間57分55秒（2012年10月7日）
- 2期目 札幌マラソン 1時間55分02秒（2013年10月6日）
- 3期目 札幌マラソン 1時間52分19秒（2014年10月5日）

## 出演
※太字…主演

### 映画
- 銀色のシーズン（2008年1月公開、東宝・フジテレビ） - マユ役
- フライング☆ラビッツ（2008年10月公開、東映） - 松永悦子 役
- 感染列島（2009年1月17日公開、東宝） - 看護師 役
- BONNIE PINK15周年ショートムービー「フラレラ」Episode2（監督：信藤三雄） - ヨーコ 役
- 本庄市拠点地域映画「JAZZ爺MEN」（2011年4月公開、監督：宮武由衣） - 後藤真帆 役
- てぃだ いつか太陽の下を歩きたい（2022年秋公開予定、エムエフピクチャーズ）[14]

### テレビドラマ
- ケータイ捜査官7（2008年、テレビ東京）

第11話「サンキュー電撃作戦」（6月18日）
第12話「地球最後の日(T_T)」（7月2日）
第17話「遠い夏の空と」（8月6日）
- 帝王 第5話「緊迫」（2009年、毎日放送）
- マルホの女〜保険犯罪調査員〜（2014年、テレビ東京） - 河合美佳 役
- 水曜ミステリー9・旅行作家・茶屋次郎12（2014年、テレビ東京） - 岡本理沙 役
- 新・牡丹と薔薇（2015年 - 2016年、東海テレビ） - 小日向ぼたん・吉田富貴子 役（二役）[15]
- 月曜名作劇場「駅弁刑事・神保徳之助10」（2016年、TBS） - 小笠原真弓 役
- 水曜ミステリー9「警視庁さくらポリス〜最強の姉妹捜査官〜」（2016年、テレビ東京） - 大平絵美 役
- 水曜ミステリー9「特命おばさん検事! 花村絢乃の事件ファイル5」（2017年、テレビ東京） - 宮崎直子 役
- 月曜名作劇場「岡部警部シリーズ」2（2018年、TBS） ‐ 小坂泰江 役
- それぞれの断崖（2019年、東海テレビ） - 高城秀子 役

### テレビ
- 藤井隆のGO☆GOスカパー!（2004年、SKY PerfecTV!200ch）
- 藤井隆のスカパー110BANG（2004年、SKY PerfecTV!110ch）
- 夜は胸きゅん（2007年、NHK総合）
- パブロクの犬（2007年10月、TBS）
- ドキュメント・ナウ（2008年、TBS）
- 格闘王（2008年、TBS）
- バース・デイ（2008年、TBS）
- むちゃぶり!（2009年、TBS）
- 秘密のケンミンSHOW「辞令は突然に…」（2009年-2019年、読売テレビ）
- 商品露出ドラマ必須アイテムさん（2009年、TBS）
- 新知識階級クマグス（2009年、TBS)
- 格闘王子（2009年、TBS）
- ビジネスクリック（2009年、TBS）
- 踊る!さんま御殿!!（2010年、日本テレビ）
- たかじんのそこまで言って委員会（2010年、読売テレビ）
- OH!バンデス（2011年、ミヤギテレビ)
- あさパラ（2011年4月、読売テレビ）
- 住人十色（毎日放送）
  - 「建坪13坪の狭小住宅4つの箱が浮かぶ家」
  - 「角地の建坪12坪空を舞うカモメの家」（2011年10月29日）
  - 「水盤から家中に光を取り込む家」（2012年2月18日）
  - 「緑の風が涼を呼び込む!猛暑地に建つ草屋根ハウス」（2012年8月4日）
  - 「カントリー一筋36年!人気ショップオーナーの店舗兼住宅」（2012年10月13日）
  - 「ひとつ屋根でつながるギザギザの2世帯住宅」（2012年10月27日）
  - 「タテにつなげて狭さ克服!神戸に建つ6.6坪の家」（2013年1月13日）
  - 「家族で大移動!快適を求めて部屋を替える家」（2013年2月2日）
  - 「建坪わずか11坪ローコストで建てたカフェ兼住宅」（2013年6月22日）
  - 「玄関にお風呂!?カーテンに包まれた鎌倉の家」（2013年9月14日）
  - 「木と共に暮らす!田んぼの中のツリーインハウス」（2013年11月23日）
  - 「床がテーブルに!?ワイン倉庫のような10坪ハウス」（2014年1月25日）
  - 「バイクが最優先!4つの部屋を中庭で仕切る家」（2014年9月27日）
  - 「安曇野市で第2の人生シンプルな暮らしを追求した家」（2014年11月1日）
  - 「双子姉妹がリフォーム!築70年 鎌倉の古民家」（2015年1月31日）
  - 「12坪に事務所と住居!高台から見下ろす絶景ハウス」（2015年4月11日）
- ○ごとワイド（2011年、静岡第一テレビ）
- 女子会の達人（2012年、静岡第一テレビ）
- めんたいワイド（2012年、福岡放送）
- ナイトシャッフル（2012年、福岡放送）
- 夕方ワイド新潟一番（2012年、テレビ新潟）
- ラッキー!!（2012年、中京テレビ）
- おめでとう山梨2013 開運トラベラー（2013年、山梨放送）
- ひるじげドン（2013年、長崎国際テレビ） - VTR出演
- "もっと、まちになる"JRタワー10周年! 伊吹&黛がドウミンバトル!?（2013年、札幌テレビ）
- 焼津みなとマラソン（2013年、静岡第一テレビ） - レポーター
- キャッチ!（2013年、中京テレビ） - ゲスト出演
- となりのテレ金ちゃん「金沢駅で逢いましょう」（2013年、テレビ金沢）
- 笑顔メガ盛り!B級グルメ大調査隊〜守っていきたい郷土の味〜（2014年、メ〜テレ） - 三重県担当
- 朝だ!生です旅サラダ（2014年、朝日放送） - 旅サラダガールズ
- 世界一受けたい授業（2014年、日本テレビ）
- 24時間テレビ（2014年、日本テレビ）
- アイチ☆ポリスMAX（2014年、メ〜テレ）
- ダウンタウンDX（2014年、読売テレビ）
- 趣味どきっ!「恋する百人一首」（2016年、NHK Eテレ） - 第4回番組内ドラマ しの役
- グッモーニン（2016年11月16日 - 2017年1月31日、札幌テレビ）
- MILKY KITCHEN（2017年11月4日 - 2018年3月31日、テレビ朝日） - ナレーション
- 英太郎のかたらんね（2021年4月2日 -、テレビ熊本）金曜日レギュラー

### CM
- ファッションセンターしまむら  《カフェ篇》（2004年）
- 不二家 『ペコちゃんのほっぺ』（2004年）
- シュガーレディ（2005年）
- 東芝エレベータ 《世界最高速》篇（2005年）
- 大正製薬 『コーラックハーブ』飯島直子と共演・OL役（2005年）
- JCB 『まるごとリゾートキャンペーン』 《東京ディズニーリゾート篇》（2007年）
- NTTドコモ中国
- NTTドコモ九州
- 花王 『ヘルシア』
- 花王 『AUBE』
- 資生堂 『ザ・コラーゲン』（2009年）

《Run!Run!Run!篇》《Swim!Swim!Swim!篇》
- 日本ケンタッキー・フライド・チキン 《サンキューパック篇》（2009年）
- オリックス生命 『CURE』（2009年）
- 弁護士法人シトワイヤン 《シルエット篇》（2010年）
- 東日本旅客鉄道 『えきねっとモバトク』 ラジオCM（2009年）
- シオノギ製薬 『ポポンピュメリ』（2010年）
- ハウスウェルネスフーズ  『C1000 一日分のビタミン』 《足りない篇》（2010年）
- 三菱電機

『ユニ&エコ・らく楽アシスト』篇（2010年）
『ユニ&エコ・節電アシスト』篇 （2012年）
- 日清食品 『太麺堂々』《ショッカー篇》（2010年）
- 東海テレビ 『GO近所』《いよいよ篇》（2011年）
- Honda Cars 中国四国エリア（2012年 - ）

《タンブラー篇》《チアガール篇》《アイドル篇》《フラダンス篇》《フラメンコ篇》《サンバ篇》《サルサ篇》《乗りカエル編》《カエル・エアギター編》《買うガール編》
《VEZEL》（2017年 - ）《FREED》（2019年 - ）《N-WGN》（2020年 - ）
- 大正製薬 『パブロン 鼻炎カプセルS』《止まって篇》
- イズミ ゆめタウン （2013年 - ）
- セレマ （2013年）
- サントリー 「秘密のケンミンSHOW」コラボCM

『角ハイボール』篇（2013年）『プレミアムモルツ』篇（2013年）『金麦』篇（2013年）『DAKARA』篇（2014年）
- モンデリーズ・ジャパン 「キシリクリスタル」（2014年）[16][17]

- 南島原市「『おいしい南島原』フォトコンテスト」（2015年7月 - 2016年2月)
- 眼鏡市場

「黛さん、眼鏡市場を知る①」篇・「黛さん、眼鏡市場を知る②」篇（2021年6月 - ）

### ミュージック・ビデオ
- くるり「Superstar」
- 東方神起「STILL」
- 椎名慶治「凹凸」

### 舞台
- エビ大王（2005年12月8日 - 30日）
- エドの舞踏会（2007年12月1日 - 23日、明治座/2008年2月3日 - 29日、御園座）

### WEBムービー
- 探偵事務所5「カウントダウン」 - 安藤千恵役
- Microsoft Office「オフィス2007でヒーローになろう」（2009年） - 女子大生アヤ 役
- Microsoft Office 2007「CLIP COASTER」（2009年）
- Life is Ekiden〜虹の彼方へ Episode5「おかえり。篇」（2009年、第2日本テレビ、監督：イシバシミツユキ） - 清水愛 役

### 広告(スチール・Web)
- ファッションセンターしまむら「夏本番!感謝SALE」（2004年）
- NTTドコモ 総合カタログ、新聞・雑誌広告（2004年）
- 学研『デジキャパ!』（2008年）
- 晴れ着の丸昌
- オリエンタルランド「リゾートX'mas」スチールオール
- 日本データ通信協会 工事担任者試験広報ポスター[19][20]、雑誌広告、チラシ（2009年）
- Microsoft Office『新生活はオフィス2007』（2009年）
- 資生堂「ザ・コラーゲン」（2009年）スチールオール
- ウインドアンドサン「日本の結婚式」No.1（2009年）
- 読売新聞 夕刊「スタジオ発」（2009年）インタビュー掲載
- 東日本旅客鉄道「えきねっとモバトク」（2010年）
- オルビス
- 穴吹ハウジングサービス 「PLUS ALPHA Premium」（2013年）
- ミズノ ランニングシューズ 「プリマシリーズ」（2014年）
- 東海北陸6県 国民健康保険団体連合会 PRポスター（2015年）[21]

### イベント
- ROOTOTEチャリティーイベント in 表参道ヒルズ（2011年4月10日）
- トヨタ自動車「プリウスカップ」（2011年12月6日）
- 雲辺寺 福餅投げ（2012年1月3日）
- トヨタ自動車「HEROES Gala Party」（2012年1月26日）
- 山梨日日新聞・山梨放送「グルメサーカス2012」（2012年8月17日）
- コニカミノルタ イメージキャラクター&ランニングプロジェクト・ナビゲーター（2012年6月 - ）
- 熊本県民テレビ30周年イベント「夢まちランド」（2012年10月27日）
- 第28回NAHAマラソン（2012年12月2日、コニカミノルタ・ランニングプロジェクト）
- 第12回「利家とまつ」金沢城リレーマラソン（2013年5月12日）
- 東京マラソン（2014年2月23日、コニカミノルタ・ランニングプロジェクト）